# Flüsterwitz
Der Flüsterwitz ist ein politischer Witz, der von Mund zu Mund weiter erzählt wird, in totalitären und autoritären Staaten verbreitet ist und sich besonders gegen die Machthaber beziehungsweise bestimmte Aspekte des Systems wendet. In der Regel wird das Verbreiten von Flüsterwitzen von den totalitären Systemen mit Strafe und/oder beruflichen Nachteilen geahndet. Flüsterwitze sind ein Phänomen des 20. Jahrhunderts und entstanden mit dem Ausbau der totalitären Systeme.

## Bedeutung in der Zeit des Nationalsozialismus
Erzählte man in der Zeit des Nationalsozialismus einen Flüsterwitz und wurde dabei denunziert oder von der Gestapo erwischt, musste man mit einer Anzeige oder Verhaftung rechnen. In einigen Fällen wurden die Beschuldigten auch vor Gericht verurteilt (siehe Sondergericht). Als Begründung wurde entweder Beleidigung, ein Verstoß gegen das „Heimtückegesetz“ oder später auch Wehrkraftzersetzung herangezogen. Die häufig im Nachkriegsdeutschland bis in die 1960er Jahre vertretene These, die Verbreitung von Flüsterwitzen sei im NS-Staat mit drakonischen Strafen verfolgt worden, kann vor dem Hintergrund neuerer Untersuchungen nicht aufrechterhalten werden. Zwar liegen bisher lediglich regional begrenzte Studien vor, jedoch scheint erkennbar, dass die Witze primär in der sozialen Unterschicht entstanden und häufig auch NSDAP-Mitglieder zu den Verbreitern der Witze gehörten.
- „Was gibt’s für neue Witze?“ – „Zwei Monate Dachau.“

Häufig waren Flüsterwitze keine originellen Neuerfindungen, sondern Umtextungen bereits vorhandener Gedichte, Sprüche bzw. Schlager und knüpften somit an bereits bekannte Texte an, was zu einer leichteren Verbreitung des Witzes beitrug. Beispiele hierfür sind:
- „Alter schützt vor Schutzhaft nicht.“ und „Lieber Gott mach mich stumm, dass ich nicht nach Dachau kumm.“
- „Lieber Tommy fliege weiter, wir sind alle Bergarbeiter. Fliege weiter nach Berlin, die ham’ alle Ja geschrien.“
- „Es geht alles vorüber, es geht alles vorbei, erst geht der Führer und dann die Partei.“ Nach einem damals bekannten Schlager von Lale Andersen.

Auch wurden zum Teil regional bekannten Witzfiguren neue Witze in den Mund gelegt. Beispiel:
- Schäl: „Tünnes ist gestorben.“ – „Woran denn?“ – „Er lag verkohlt [umgangssprachlich für ‚belogen‘] im Wohnzimmer vor dem Volksempfänger!“

Eines der Hauptziele von Flüsterwitzen war die Person Adolf Hitler, wobei – vor allem während des Zweiten Weltkrieges – die Witze häufig mit der traditionellen Form der Irrenwitze verbunden wurden:
- Über Hitlers Buch Mein Kampf ist zu erfahren, „dass es nur noch auf der Kleiderkarte erhältlich ist, da es zu den Spinnstoffen gehört“.
- Treffen sich ein Internist und ein Psychiater. Der Psychiater grüßt: „Heil Hitler!“ Darauf der Internist: „Heil Du ihn! Du bist doch der Irrenarzt!“
- In der Psychiatrie ist Hitler zu Besuch. Die Patienten stehen alle vor ihren Betten und grüßen mit „Heil Hitler!“. Einer, der abseits steht, grüßt nicht. Hitler ist erbost und fragt ihn nach dem Grund. Er sagt: „Ich bin der Leiter der Anstalt. Ich bin nicht verrückt.“
- „Gröfaz“ als Bezeichnung für Hitler = „Größter Feldherr aller Zeiten“.
- Im bayerischen Sprachraum existierten mehrere Gedichte und Sprüche, die sich in Mundart reimen, z. B. „Was is da luus, wos wird do gspielt, im ganzen Haus ka Hitler-Bild! – Des is net woar, des ko net saa, aufm Scheisheisla hengara zwaa!“ („Was ist da los, was wird da gespielt, im ganzen Haus kein Hitler-Bild? – Das ist nicht wahr, das kann nicht sein, auf dem Scheißhaus hängen zwei!“)

Neben Hitler waren führende NS-Machthaber, allen voran Goebbels und Göring, Zielscheibe des Spotts. Ein Großteil der Witze, Goebbels betreffend, zielen zum einen ab auf dessen Neigung zur Übertreibung in der NS-Propaganda, zum anderen auf die Diskrepanz zwischen dem vom NS-Regime propagierten Ariertypus und der körperlichen Beschaffenheit von Goebbels.
Als Beispiele für die Propagandamaschinerie von Goebbels:
- „Mein Führer! Ich melde Ihnen achttausend SA-Männer im Sportpalast angetreten und achttausend vor dem Sportpalast – macht zusammen achtundachtzigtausend.“
- „Der aufgeblasene Whiskysäufer auf der anderen Seite des Kanals“ – [gemeint ist Winston Churchill] – „er soll nicht denken, dass er allein lügen und schwindeln kann, nein – auch wir können Propaganda machen!“
- Jupp Goebbels hält eine Rede auf einer Parteiversammlung und sagt: „Das deutsche Volk ist wie der deutsche Adler, der Kopf ist unser Führer, der rechte Flügel die SS, der linke Flügel die SA“ … Da steht hinten im Saal ein Arbeiter auf und schreit: „Und das Arschloch, das bist Du!“
- Goebbels eröffnet das jährliche Winterhilfswerk: Keiner soll hungern, ohne zu frieren.
- Als Beispiel für die Bezüge zur Körperbehinderung von Goebbels:  Lügen haben ein zu kurzes Bein.
- Besonders treffend wird die Diktion von Goebbels, in der sich Marktschreierei mit sakralem Pathos mischt, in folgendem Witz karikiert: Wir werden dem deutschen Soldaten nicht ein, nicht zwei, nicht drei – nein, wir werden dem deutschen Soldaten Vierfruchtmarmelade an die Front schicken!

Bei den Göring betreffenden Witzen stand vor allem seine Körperfülle im Mittelpunkt:
- Die Deutsche Weihnachtsgans im Dritten Reich: „Fett wie Göring, schnatternd wie Goebbels, braun wie die Partei und gerupft wie das deutsche Volk!“
- Wann ist der Krieg zu Ende? Wenn Göring in die Hosen von Goebbels passt.
- Zu Weihnachten 1944 will Göring nackt durch Berlin laufen – damit die Berliner Bevölkerung endlich wieder Fett und Speck sieht.

Häufig entstanden politische Witze vor dem Hintergrund konkreter historischer Ereignisse. Zum Beispiel drehten sich viele Witze des Jahres 1941 um eine der für das Dritte Reich peinlichsten Überraschungen während des Krieges, den Flug von Rudolf Heß, des Stellvertreters von Adolf Hitler, nach Großbritannien. Rudolf Heß flog am 10. Mai 1941 mit einer Messerschmitt Bf 110 nach Schottland, um mit dem Anführer – so glaubte er jedenfalls – der englischen Friedensbewegung, dem Duke of Hamilton (Herzog von Hamilton), über Frieden zu verhandeln. Dabei geriet er in britische Kriegsgefangenschaft. Sein Flug wurde vom Nazi-Regime in der Öffentlichkeit als Verrat gewertet und Heß für verrückt erklärt.
- Im Sommer 1941 unterhalten sich zwei KZ-Häftlinge über ihren Verhaftungsgrund.
Der erste: „Ich sagte am 5. Mai, der Heß wäre verrückt!“ –
Der zweite: „Ich sagte am 15. Mai, er wäre es nicht!“
- Was ist paradox? Wenn im Dritten Reich der zweite Mann als erster türmt.
- Heß ist Winston Churchill vorgestellt worden. Churchill fragt ihn: „Sie sind also der Verrückte?“ Darauf Heß: „Nein, nur sein Stellvertreter.“

Nach der verlorenen Luftschlacht um England kursierte erneut ein Heß-Witz: „Der Stellvertreter des Führers war der einzige, dem die Invasion der Insel gelang.“
Als weiteres Beispiel für den häufig aktuellen politischen Bezug von Witzen mag der erste Staatsbesuch Hitlers in Italien dienen: Bei der Begegnung mit Benito Mussolini habe Hitler diesen begrüßt mit den Worten: „Ave Imperator!“ Darauf Mussolini: „Ave Imitator!“ Die Nachahmung des italienischen Faschismus durch die Nationalsozialisten war in der Anfangsphase des Dritten Reiches häufiger Anlass für Witze, ein Beispiel:
- Was ist paradox? – Wenn ein Österreicher mit italienischem Gruß und amerikanischer Uniform deutscher Reichskanzler wird.

Aus der Frühphase des NS-Staates ist ein Witz über ein aktuelles Ereignis, den Reichstagsbrand 1933, überliefert:
- Wer hat den Reichstag angezündet? Die Gebrüder Sass (SA, SS)!

Besonders während des Zweiten Weltkrieges und mit der bei fortschreitendem Kriegsverlauf wachsenden Kriegsmüdigkeit entstanden zahlreiche Flüsterwitze als Widerspiegelung der von den Bürgern empfundenen Diskrepanz zwischen dem vom Krieg geprägten Alltagsleben (einschließlich der Ernährungslage) und der nationalsozialistischen Propaganda:
- Welche drei Arten von Ernährten gibt es im Deutschen Reich? „Die schlecht Ernährten, die Unter-Ernährten und die Unter-der-Hand-Ernährten.“
- Ein Essener und ein Berliner unterhalten sich über das Ausmaß der Bombenschäden. Der Berliner sagt, das letzte Bombardement der Reichshauptstadt sei so schlimm gewesen, dass noch fünf Stunden nach dem Angriff die Fensterscheiben aus den Häusern gefallen seien. Der Essener antwortet daraufhin, das bedeute noch gar nichts, denn in seiner Stadt seien noch 14 Tage nach dem letzten Angriff die Bilder des Führers aus dem Fenster geflogen.
- Deutsche Weihnacht 1943: Die Engländer werfen die Christbäume (Leuchtmarkierungskörper für Bomber bei Nachteinsätzen) vom Himmel, die Flak liefert Kugeln, Göring stiftet das Lametta, Goebbels erzählt Weihnachtsmärchen, das deutsche Volk zündet Kerzen im Keller an und erwartet die Bescherung von oben.

Gegen Ende des Krieges, als die Niederlage absehbar war, entstanden zahlreiche Witze, die häufig Genugtuung über das Ende des Dritten Reiches ausdrückten, aber auch Hoffnung auf einen Neubeginn nach dem Kriege:
- Hitler, Goebbels und Göring sitzen in einem sinkenden Boot. Wer überlebt? Deutschland!
- Wie schnell doch die Zeit vergeht! Schon sind tausend Jahre um. (Anspielung auf die Bezeichnung „Tausendjähriges Reich“.)
- In welcher Stadt gibt’s die meisten Warenhäuser? In Berlin. Wo man auch hinschaut: Überall waren Häuser.
- Soldaten des Volkssturms werden jetzt immer zu zweit an die Front geschickt: Einer wirft einen Stein und der andere ruft „Bumm“.

## Flüsterwitze in der DDR
Auch die Unfreiheiten in der DDR ließen dem Bürger einzig den Witz als Möglichkeit des politischen Protestes. In den ersten Jahren dominierten hierbei u. a. die Themen Antikommunismus, Antistalinismus, Mangelwirtschaft, Reparationen, Verbot der freien Meinungsäußerung. So war es auch hier üblich, die Witze im Flüsterton und unter vorgehaltener Hand weiterzugeben. Schließlich konnten politische Witze gerade in den Anfangsjahren der DDR als „Antisowjethetze“ oder „Sabotage des sozialistischen Aufbaus“ ausgelegt und mit Zuchthausstrafen belegt werden. Diese erste Phase des politischen Witzes in der DDR dauerte bis zum Bau der Berliner Mauer, der zwar die Unfreiheit erhöhte, aber den DDR-Staat stabilisierte.
Mit der zunehmenden Entspannungspolitik besänftigte sich auch der politische Witz und infolgedessen auch die verhängten Strafen. Der Staat bemühte sich sogar, mit der Satirezeitschrift Eulenspiegel einen „amtlich geförderten Witz“ zu fördern. Da dabei aber nur Randerscheinungen der innerstaatlichen Probleme angesprochen wurden, existierte weiterhin der freie Witz, der auch die Tabus Regierung, Partei, Militär, Unfreiheit und Staatsgrenze nicht ausließ.
Das Kabarett in der DDR hatte wiederum genau diese Tabus zu beachten. Der offizielle Humor in der DDR stand unter der steten Kontrolle von Kulturfunktionären, die ein Programm vor Veröffentlichung abnehmen mussten. So lernte das Publikum mit den Jahren „zwischen den Zeilen zu lesen“. Letztlich war der Witz in der DDR eine Reaktion auf den Widerspruch zwischen Idee und Wirklichkeit eines sozialistischen Staatswesens. Und so waren der politische Witz und auch die Repression in der DDR stärker ausgeprägt als in der BRD. Folgender Witz aus dieser Zeit beinhaltet daher eine tragische Realität:
- Walter Ulbricht fragt Willy Brandt, ob er ein Hobby habe. „Natürlich“, sagt dieser, „ich sammle Witze, die die Leute über mich erzählen. Und Sie?“ „Bei mir ist es umgekehrt. Ich sammle Leute, die Witze über mich erzählen.“
- Warum gab es im real existierenden Sozialismus so viele Witze? Weil niemand ihn ernst nimmt.
- Die DDR soll ein neues Symbol in ihrer Staatsflagge bekommen: Eine Ziege und einen Stuhl. Wer meckert, muss sitzen.
- In einem DDR-Gefängnis sind die Häftlinge zum Appell angetreten. „Morgen kommt unser Staatspräsident Wilhelm Pieck“, verkündet der Aufseher. Ein Gefangener ruft: „Das wurde aber auch höchste Zeit.“
- Die DDR wird nur bis zum 7. Oktober 2014 bestehen. Warum nicht länger? Da wird sie 65 und darf ausreisen. (Anspielung auf die Regelung, dass Bürger der DDR erst nach Vollendung des 65. Lebensjahres ausreisen durften. Die DDR war am 7. Oktober 1949 gegründet worden).
- Ein Mann kommt in ein Konsum-Geschäft, sieht sich um und fragt einen Verkäufer: „Sagen Sie, haben Sie keine Brote?“ Antwort: „Keine Brote gibt’s dort drüben, hier gibt’s kein Gemüse.“
- Warum gibt es in der DDR nur hartes Klopapier? – Damit auch die letzten A…löcher rot werden.
- Das jährliche Preisausschreiben im Neuen Deutschland: Erster Preis – eine Woche Moskau. Zweiter Preis – zwei Wochen Moskau. Dritter Preis – drei Wochen Moskau.
- Ein Mann steht in Ostberlin an einer Straßenkreuzung und brüllt immer und immer wieder: „Scheiß-Land, Scheiß-Regierung. Scheiß-Land, Scheiß-Regierung …“ Ein VoPo eilt herbei: „Sie sind festgenommen! Das ist Landesverrat! Dafür gibt’s 5 Jahre Knast, mein Lieber!“ – Der Mann: „Aber Sie wissen doch gar nicht, welches Land ich meine.“ – Der VoPo kratzt sich am Kopf und geht langsam weiter. Dann dreht er sich um, rennt zum Mann hin und ruft: „Sie sind festgenommen!! Es gibt nur ein Scheiß-Land und nur eine Scheiß-Regierung!“
- „Du Papi, warum heißt denn der Trabant 601 Trabant 601?“ „Weil ihn 600 bestellt haben und einer kriegt ihn.“
- „Was war der Unterschied zwischen einem Handwerker und Honecker? Der Handwerker kam nicht, und Honecker ging nicht.“
- Honecker kehrt von einer längeren Auslandsreise zurück und ist abends mit seinem Tross vom Flughafen Schönefeld nach Berlin-Mitte unterwegs. Er wundert sich, dass alles hell beleuchtet, aber niemand auf der Straße zu sehen ist. Am Alex das Gleiche: Überall Licht, aber keine Menschen. Er kommt ans Brandenburger Tor. Dort ist ein großes Loch in der Mauer, daneben hängt ein Zettel: „Erich, Du bist der Letzte. Mach’s Licht aus!“
- „Was haben die DDR und die BRD gemeinsam? Für West-Mark bekommt man alles.“

## Flüsterwitze in der Sowjetunion und Russland
- Breschnew behauptet auf einer Party: „Ich sammle Witze über mich.“ Worauf er gefragt wird: „Und wie viele haben Sie bereits?“ Breschnew antwortet: „Schon drei Gefängnisse voll.“
- Ein Fuchs fragt eine Krähe mit einem Stück Käse im Schnabel: „Du gehst Putin wählen?“ Die Krähe schweigt. Der Fuchs fragt erneut: „Du gehst Putin wählen?“ Die Krähe schweigt. Der Fuchs zum dritten Mal: „Du gehst Putin wählen?“ Die Krähe öffnet ihren Schnabel und sagt „Ja“. Der Käse fällt dabei heraus und der Fuchs schnappt sich diesen und rennt davon. Die Krähe denkt sich: „Hätte es etwas geändert, wenn ich nein gesagt hätte?“

## Film
- Christian Rathner: Hitlers Angst und Görings Lederhose. Dokumentation, 2016, 50 Min, Österreich. (Kabarettist Alfred Dorfer erzählt Flüsterwitze aus der Nazizeit. Mit Felix Ecke, Alfred Pietsch. Brigitte Bailer-Galanda, Christa Hämmerle, Reinhard Müller, Doron Rabinovici interpretieren sie.)

## Hörbuch
- Der Flüsterwitz im Dritten Reich, CD, ISBN 978-3-8312-6143-7.